# Jefferson County (Arkansas)
Das Jefferson County ist ein County im US-Bundesstaat Arkansas. Der Verwaltungssitz (County Seat) ist Pine Bluff.

## Geographie
Das County liegt südöstlich des geografischen Zentrums von Arkansas und hat eine Fläche von 2366 Quadratkilometern, wovon 75 Quadratkilometer Wasserfläche sind. Es grenzt an folgende Countys:
| Pulaski County   | Lonoke County |                 |
| Grant County     |               | Arkansas County |
| Cleveland County |               | Lincoln County  |

## Geschichte

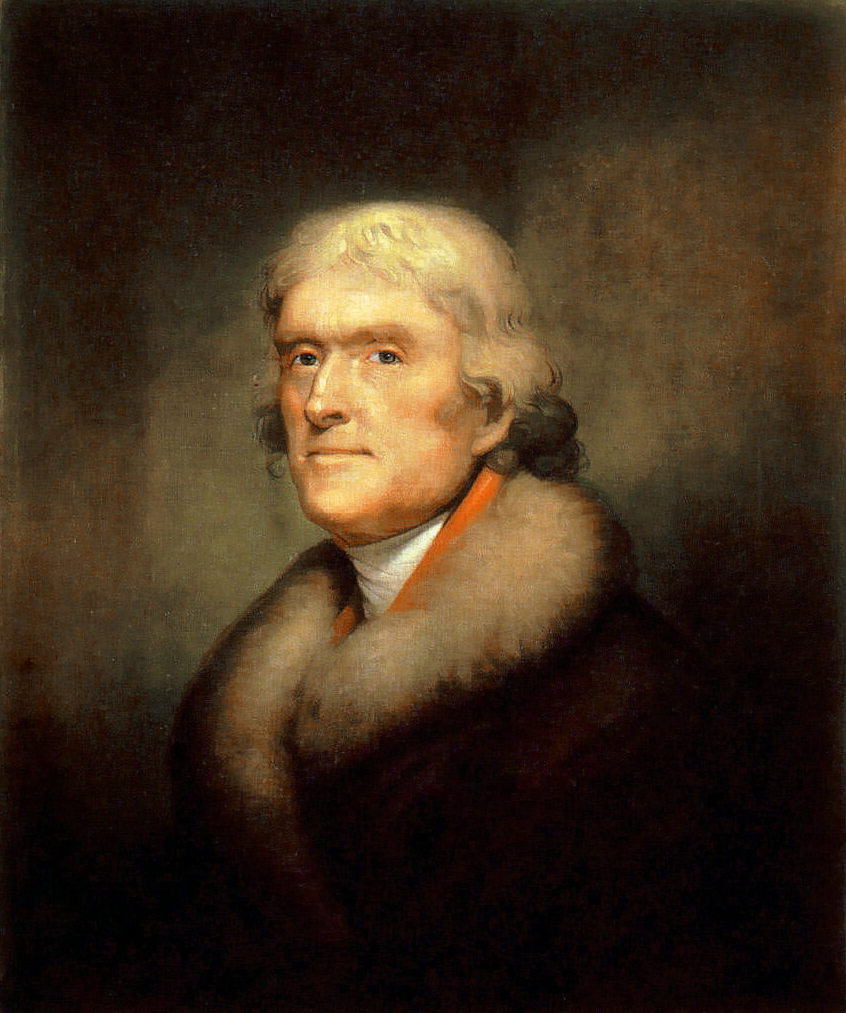
T. Jefferson

Das Jefferson County wurde am 2. November 1829 aus Teilen des Arkansas County und des Pulaski County gebildet. Benannt wurde es nach dem US-Präsidenten Thomas Jefferson.
Das 1838 erbaute Bezirksgerichtsgebäude war bis 1976 als solches benutzt worden, bis es von einem Feuer zerstört wurde.

## Demografische Daten

Alterspyramide des Jefferson County (2000)

Nach der Volkszählung im Jahr 2000 lebten im Jefferson County 84.278 Menschen in 30.555 Haushalten und 21.510 Familien. Die Bevölkerungsdichte betrug 37 Einwohner pro Quadratkilometer. Ethnisch betrachtet setzte sich die Bevölkerung zusammen aus 48,46 Prozent Weißen, 49,58 Prozent Afroamerikanern, 0,24 Prozent amerikanischen Ureinwohnern, 0,66 Prozent Asiaten, 0,04 Prozent Bewohnern aus dem pazifischen Inselraum und 0,26 Prozent aus anderen ethnischen Gruppen; 0,76 Prozent stammten von zwei oder mehr Ethnien ab. 0,96 Prozent der Bevölkerung waren spanischer oder lateinamerikanischer Abstammung, die verschiedenen der genannten Gruppen angehörten.
Von den 30.555 Haushalten hatten 33,1 Prozent Kinder oder Jugendliche im Alter unter 18 Jahre, die mit ihnen zusammen lebten. 47,4 Prozent waren verheiratete, zusammenlebende Paare, 18,8 Prozent waren allein erziehende Mütter, 29,6 Prozent waren keine Familien. 26,2 Prozent aller Haushalte waren Singlehaushalte und in 10,6 Prozent lebten Menschen im Alter von 65 Jahren oder darüber. Die Durchschnittshaushaltsgröße lag bei 2,59 und die durchschnittliche Familiengröße bei 3,13 Personen.
26,3 Prozent der Bevölkerung waren unter 18 Jahre alt, 10,8 Prozent zwischen 18 und 24, 27,8 Prozent zwischen 25 und 44, 22,1 Prozent zwischen 45 und 64 und 12,9 Prozent waren 65 Jahre oder älter. Das Durchschnittsalter betrug 35 Jahre. Auf 100 weibliche kamen statistisch 95,9 männliche Personen und auf 100 Frauen im Alter von 18 Jahren und darüber kamen durchschnittlich 93,4 Männer.
Das jährliche Durchschnittseinkommen eines Haushalts betrug 31.327 USD, das Durchschnittseinkommen der Familien 38.252 USD. Männer hatten ein Durchschnittseinkommen von 31.848 USD, Frauen 21.867 USD. Das Prokopfeinkommen betrug 15.417 USD. 16,0 Prozent der Familien und 20,5 Prozent der Einwohner lebten unterhalb der Armutsgrenze.

## Kultur und Sehenswürdigkeiten

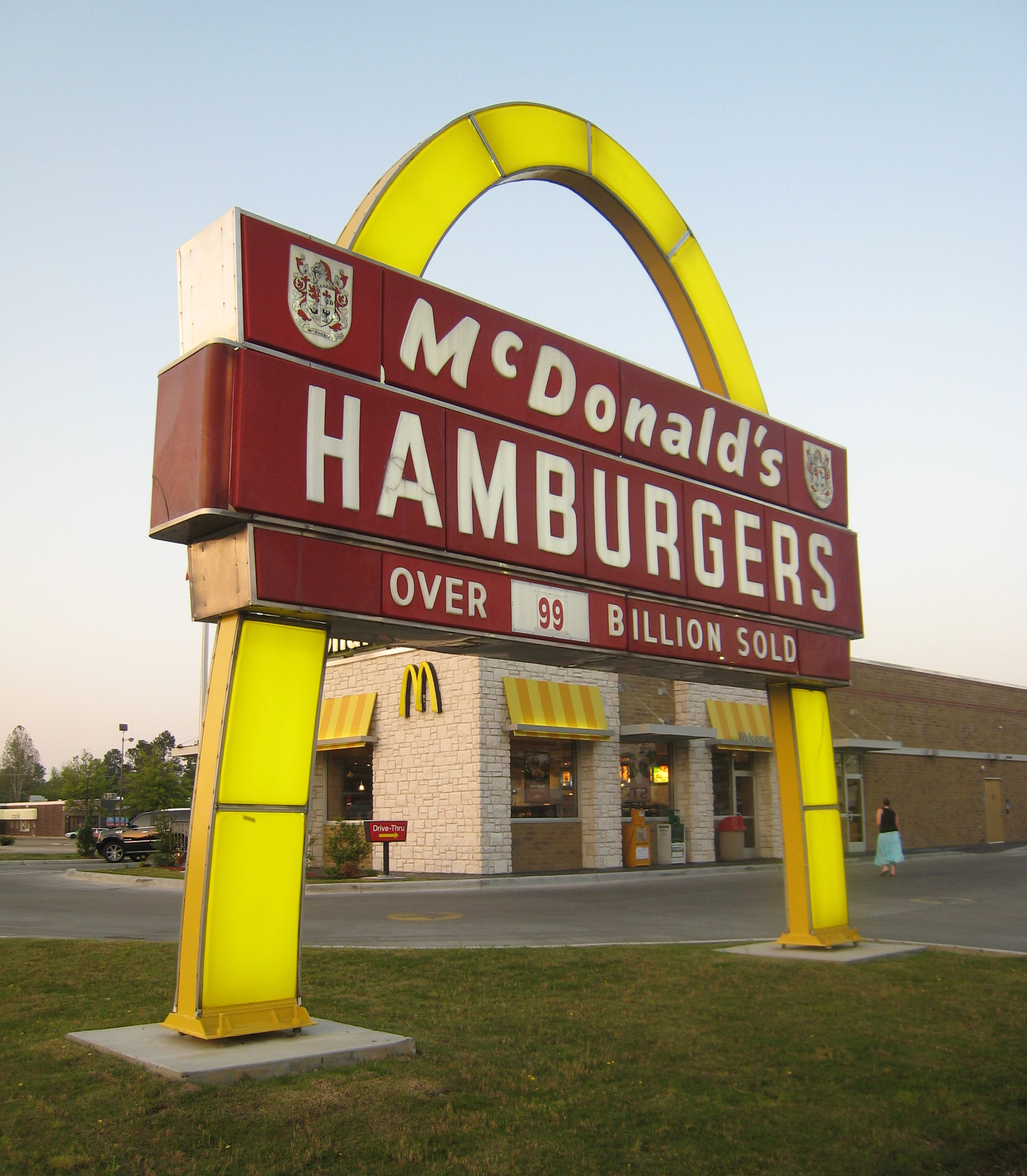
Das McDonald’s Store #433 Sign (2008). Dieses Werbelogo von 1962 wurde im August 2006 im National Register of Historic Places eingetragen.

73 Bauwerke, Stätten und historische Bezirke (Historic Districts) des Countys sind im National Register of Historic Places („Nationales Verzeichnis historischer Orte“; NRHP) eingetragen (Stand 18. März 2022), darunter mehrere Kirchen und Eisenbahnwaggons, eine Replika der Freiheitsstatue und das über 60 Jahre alte Werbelogo einer McDonald’s-Filiale in Pine Bluff.

## Orte im Jefferson County
- Altheimer
- Baldwin
- Birmac
- Cornerstone
- Cottondale
- Dexter
- Doylestown
- Ellison
- Elmwood
- English
- Fairfield
- Faith
- Farelly Lake
- Ferda
- Gethsemane
- Glenlake
- Hannaberry
- Hardin
- Haywood
- Henslee Heights
- Hooker
- Humphrey1
- Jefferson
- Kearney
- Ladd
- Lake Dick
- Lake Farm
- Langford
- Leitner
- Linwood
- Madding
- Midway
- Moscow
- New Gascony
- Newtown
- Noble Lake
- Oakland Heights
- Pastoria
- Pine Bluff
- Pinebergen
- Redfield
- Reydell
- Richardson
- Rob Roy
- Rone
- Samples
- Sherrill
- Sorrells
- Sulphur Springs
- Swan Lake
- Sweden
- Tamo
- Tucker
- Wabbaseka
- Warbritton
- Watson Chapel
- West End
- White Hall
- Wilkins
- Wright

1 – teilweise im Arkansas County

Townships
- Barraque Township
- Bogy Township
- Bolivar Township
- Dudley Lake Township
- Dunnington Township
- Jefferson Township
- Melton Township
- Niven Township
- Old River Township
- Pastoria Township
- Plum Bayou Township
- Richland Township
- Roberts Township
- Spring Township
- Talladega Township
- Vaugine Township
- Victoria Township
- Villemont Township
- Washington Township
- Whiteville Township